# Rätia

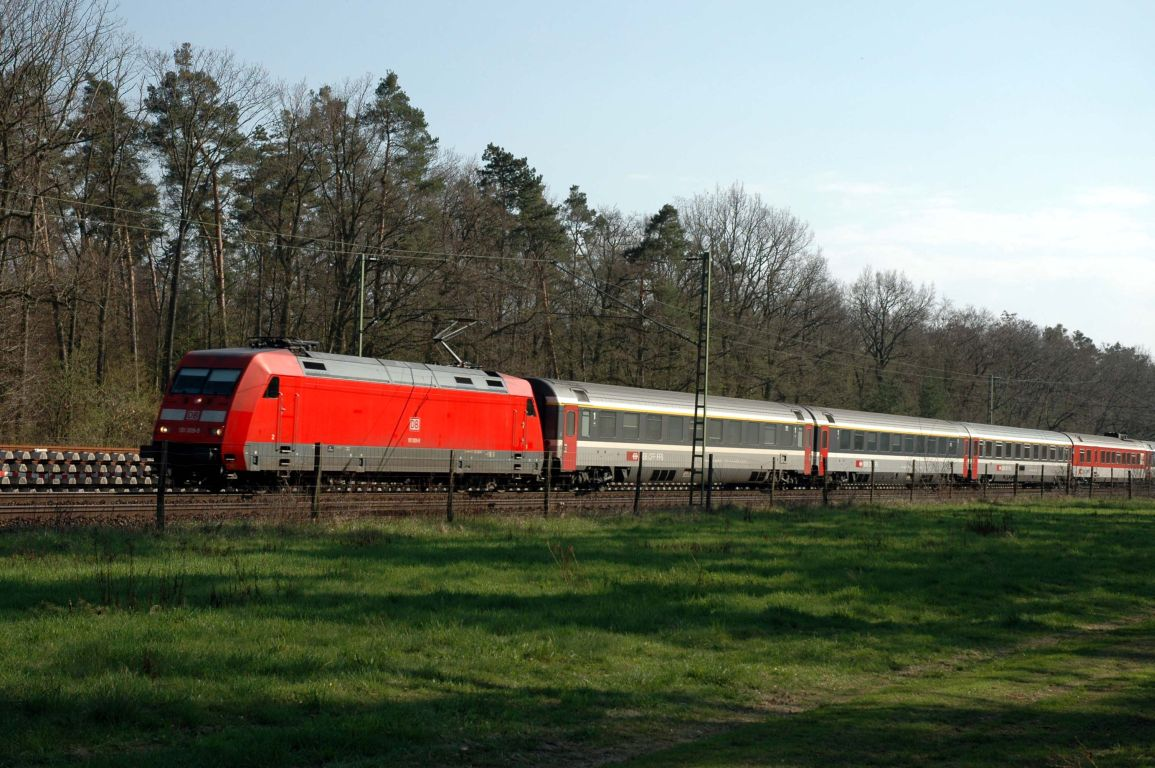
Traject bij Baden

De Rätia is een internationale trein tussen Zwitserland en Duitsland. De Rätia is genoemd naar de Romeinse provincie Raetia prima waarvan Chur de hoofdstad was.

## EuroCity

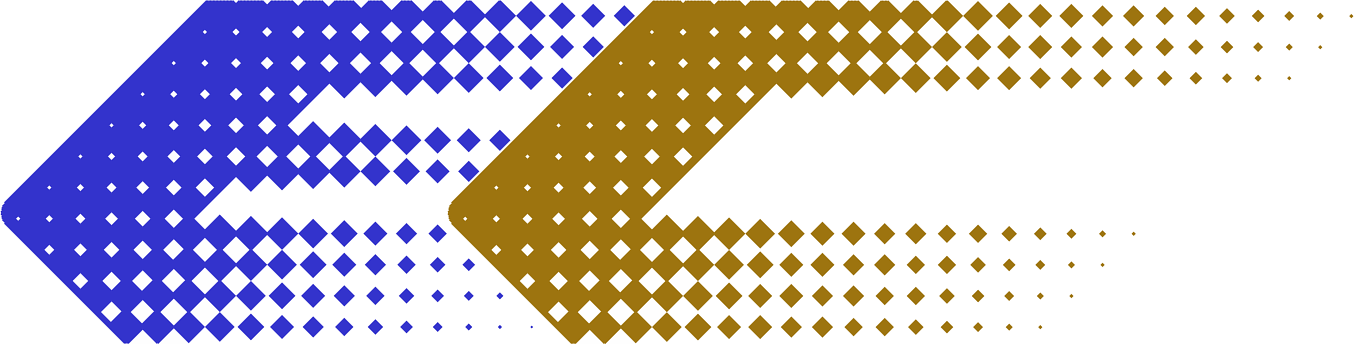
Eurocity logo

Op 31 mei 1987 was de Rätia een van de Eurocities tussen Zwitserland en Duitsland. De dienst startte met de treinnummers EC 70 en EC 71

### Route en dienstregeling
| EC 70 | land        | station                 | km | EC 71 |
| ----- | ----------- | ----------------------- | -- | ----- |
| 10:27 | Zwitserland | Chur                    |    | 16:41 |
|       | Zwitserland | Landquart               |    |       |
|       | Zwitserland | Bad Ragaz               |    |       |
|       | Zwitserland | Sargans                 |    |       |
|       | Zwitserland | Ziegelbrücke            |    |       |
|       | Zwitserland | Pfäffikon               |    |       |
|       | Zwitserland | Wädenswil               |    |       |
|       | Zwitserland | Zürich HB               |    |       |
|       | Zwitserland | Basel SBB               |    |       |
|       | Duitsland   | Basel Badischer Bahnhof |    |       |
|       | Duitsland   | Freiburg (Breisgau)     |    |       |
|       | Duitsland   | Baden-Baden             |    |       |
|       | Duitsland   | Karlsruhe               |    |       |
|       | Duitsland   | Mannheim                |    |       |
|       | Duitsland   | Mainz                   |    |       |
|       | Duitsland   | Koblenz                 |    |       |
|       | Duitsland   | Bonn                    |    |       |
|       | Duitsland   | Keulen                  |    |       |
|       | Duitsland   | Düsseldorf              |    |       |
|       | Duitsland   | Duisburg                |    |       |
|       | Duitsland   | Essen Hbf               |    |       |
|       | Duitsland   | Bochum Hbf              |    |       |
|       | Duitsland   | Dortmund Hbf            |    |       |
|       | Duitsland   | Münster (Westf)         |    |       |
|       | Duitsland   | Osnabrück Hbf           |    |       |
|       | Duitsland   | Diepholz                |    |       |
|       | Duitsland   | Bremen Hbf              |    |       |
|       | Duitsland   | Hamburg-Harburg         |    |       |
|       | Duitsland   | Hamburg Hbf             |    |       |
|       | Duitsland   | Hamburg Dammtor         |    |       |
| 21:10 | Duitsland   | Hamburg-Altona          |    | 05:49 |

Op 28 mei 1989 zijn de treinnummers met honderd verhoogd om doublures met andere EC nummers in Zwitserland te voorkomen.
In 1991 volgde een nieuwe hernummering samen met een routewijziging. Vanaf 2 juni 1991 reed de EC 102 van Chur naar Berlijn, terwijl de retourrit EC 103 om 06:19 uur uit Braunschweig vertrok en daarmee net aan de eis van dagtrein voldeed. Op 29 mei 1994 werd het vertrekpunt van EC 103 verplaatst naar Dortmund. In september 1996 werd het eindpunt van EC 102 gewijzigd in Leipzig en op 1 juni 1997 werd Hannover het vertrekpunt voor de EC 103. Vanaf mei 1999 werd weer gereden volgens de oorspronkelijke route. Op 15 december 2002 werd de trein weer omgenummerd, de EC 102 werd EC 6 en de EC 103 werd EC 7.